# 沙兰斯
沙兰斯(法语：Chaleins)，是法国东部安省的一个市镇。面积 17平方公里，人口1025，人口密度60.29人／平方公里（1999年）。

## 人口
沙兰斯人口变化图示
| 数据来源：INSEE |